# Charlie Villanueva
Charlie Alexander Villanueva és un ex-jugador de bàsquet dominicà-nord-americà, que jugà als Toronto Raptors, Milwaukee Bucks, Detroit Pistons i als Dallas Mavericks de l'NBA. Va néixer el 24 d'agost de 1984 a Queens, Nova York. És fill d'emigrants dominicans de primera generació. Mesura 2,11 metres i juga d'aler o aler-pivot.
Va ser seleccionat amb 20 anys amb la setena selecció del draft de l'NBA de 2005 pels Toronto Raptors. També ha representat a la selecció nacional de bàsquet de la República Dominicana en competicions internacionals.